# Il complotto di Chernobyl - The Russian Woodpecker
Il complotto di Chernobyl - The Russian Woodpecker è un film documentario del 2015 diretto e prodotto da Chad Gracia e con protagonista Fedir Aleksandrovyč, un artista ucraino che indaga sull'incidente di Černobyl' e sui suoi possibili legami con la Duga, un'antenna che ai tempi della Guerra fredda mandava alle radio di tutto il mondo un segnale ribattezzato "Russian Woodpecker", letteralmente "picchio russo". Presentato in anteprima mondiale al Sundance Film Festival 2015, ha vinto il Gran Premio della Giuria.

## Trama
L'artista ucraino Fedir Aleksandrovyč quando nel 1986 avvenne l'incidente di Černobyl' aveva solo quattro anni e viveva non molto distante dalla centrale nucleare. Obbligato ad abbandonare la propria casa, ha passato l'infanzia e gran parte della sua vita adulta subendo continuamente l'accusa di essere "radioattivo fin nelle ossa".

## Distribuzione
Il film è stato presentato in anteprima mondiale al Sundance Film Festival e in anteprima italiana a Biografilm Festival di Bologna. Sarà distribuito nelle sale italiane a partire dall'8 aprile 2016, con un'anteprima il 7 aprile al Festival del Giornalismo di Perugia.

## Riconoscimenti
- Sundance Film Festival 2015: Gran Premio della Giuria per la sezione documentari
- Biografilm Festival 2015: Life Tales Award per la più avvincente storia di vita, Premio Hera Nuovi Talenti per la miglior opera prima